# Gordon Aitchison
Pour les articles homonymes, voir Aitchison.
Gordon Aitchison, né le 14 juin 1909 à North Bay au Canada et mort le 6 janvier 1990 à Windsor au Canada, est un ancien joueur canadien de basket-ball.

## Palmarès
- Finaliste des Jeux olympiques 1936